# PSYCHO (ブランド)
PSYCHO（サイコ）は、株式会社ネクストンのアダルトゲームブランド。第2作『巫女みこナース』では主題歌がドワンゴのTVCMに採用されるほどの話題になった。

## 作品
（）内は発売日。
- Pure（2001年7月6日）
- 巫女みこナース（2003年5月23日）
- 愛のメイドホテル物語 〜愛しのスク水・メイド〜（2004年5月21日）
- 双子モノ Pure Ver.（2005年6月21日） - ダウンロード販売。「純愛系」ストーリーの「Pure Story Ver.」のみ。
- 双子モノ Twin Pack.（2005年12月9日） - 上記に「鬼畜系」ストーリー「Dark Story Ver.」を付加したパッケージ発売版。
- 姉妹丼 〜汁だくで〜（2006年6月2日）
- 美味しい棒が2本（2006年11月17日）

## 主なスタッフ
- 桂ともえ
- 大和えりな